# Albin Chalandon
Albin Chalandon (* 11. Juni 1920 in Reyrieux, Département Ain; † 29. Juli 2020) war ein französischer gaullistischer Politiker (UNR, UDR, RPR). Er war mehrmals Mitglied der Nationalversammlung und leitete verschiedene Ministerien. Von 1976 bis 1983 war er Generaldirektor von Elf Aquitaine und von 1986 bis 1988 war er französischer Justizminister.

## Leben
Chalandon war der Sohn des Industriellen Pierre Chalandon (1879–1964), der zeitweilig Bürgermeister seiner Heimatgemeinde Reyrieux in der ostfranzösischen Region Bresse war. Mütterlicherseits war Albin Chalandon ein Enkel des Ingenieurs und Journalisten Victor Cambon (1852–1927). Er besuchte das Pariser Lycée Condorcet und absolvierte ein Literatur- und Philosophiestudium an der Universität von Paris (Sorbonne). Während des Zweiten Weltkriegs leistete Chalandon Widerstand gegen die deutsche Besatzung und kommandierte eine Kompanie von Maquisards, Teil der bewaffneten Résistance-Gruppe Maquis de Lorris im Forêt d’Orléans. Im August 1944 nahm er an der Befreiung von Paris teil. Nach Kriegsende wurde Chalandon Beamter in der Inspection générale des finances. In dieser Funktion gehörte er 1946 bis 1947 dem Stab des provisorischen Regierungschefs Léon Blum an. Chalandon verließ 1952 den Staatsdienst und gründete zusammen mit Marcel Dassault die Banque commerciale de Paris, die zum sechstgrößten Kreditinstitut Frankreichs wuchs, bevor sie 1972 mit der Banque Vernes fusionierte.
Chalandon gehörte zu den Anhängern des Generals Charles de Gaulle und schloss sich 1948 dessen Partei Rassemblement du peuple français (RPF) an. Als de Gaulle nach einem vorübergehenden Rückzug aus der Politik 1958 an die Staatsspitze zurückkehrte und die Fünfte Republik gründete, trat Chalandon der neuen gaullistischen Partei Union pour la Nouvelle République (UNR) bei. Er wurde deren Schatzmeister und zeitweilig Generalsekretär. Von 1962 bis 1967 gehörte Chalandon dem Conseil économique, social et environnemental an. 
Er wurde bei der Parlamentswahl im März 1967 als Abgeordneter des neugeschaffenen Départements Hauts-de-Seine (westliches Umland von Paris) in die französische Nationalversammlung gewählt. Nach den Unruhen im Mai 1968 wurde er bei der vorgezogenen Neuwahl, einem Erdrutschsieg der gaullistischen Partei, die sich in Union pour la défense de la République (UDR) umbenannt hatte, als Abgeordneter bestätigt. Auf sein Parlamentsmandat verzichtete er aber kurz darauf, als ihn Präsident de Gaulle am 31. Mai 1968 zum Industrieminister im Kabinett Pompidou IV. Bereits am 11. Juli 1968 kam es jedoch zu einer Kabinettsumbildung und Chalandon übernahm unter Premierminister Maurice Couve de Murville das Ministerium für Ausrüstung und Wohnungswesen. Dieses Amt behielt er auch im Kabinett Chaban-Delmas bis 5. Juli 1972. Statt der in den 1960er-Jahren erbauten Großwohnsiedlungen förderte das Wohnungsbauministerium in seiner Amtszeit den Bau von Eigenheimen. Der damals geförderte Typus serieller, preiswerter Einfamilienhäuser wird nach ihm als chalandonnette bezeichnet. 
Nach seinem vorläufigen Ausscheiden aus der Regierung wurde Chalandon im März 1973 erneut in die Nationalversammlung gewählt, der er bis 1976 angehörte. Von 1974 bis 1975 war Chalandon stellvertretender Generalsekretär der UDR, die sich im Jahr darauf auflöste und durch das von Jacques Chirac initiierte neo-gaullistische Rassemblement pour la République (RPR) abgelöst wurde. Chalandon übernahm 1976 den Posten des Generaldirektors (PGD) beim staatlichen Mineralölkonzern ERAP, bekannt unter dem Markennamen Elf Aquitaine. Diesen führte er bis 1983. Bei der Parlamentswahl im März 1986, die das RPR gewann, kehrte Chalandon noch einmal in die Politik zurück. Er gewann ein Abgeordnetenmandat im Département Nord und wurde Justizminister sowie Siegelbewahrer von Frankreich im Kabinett Chirac II (der ersten Cohabitation). Nach dem Wahlsieg der Sozialisten 1988 schied Chalandon aus der Regierung aus und beendete seine politische Karriere.
Albin Chalandon war von 1951 bis 2016 mit Salomé Murat verheiratet, einer Enkelin der Schriftstellerin Marie de Rohan-Chabot und entfernten Nachfahrin von Napoleons Schwager Joachim Murat. Das Paar lebte allerdings seit 1970 in Trennung und Chalandon war mit der Journalistin Catherine Nay (* 1943) liiert, die er 2016 auch heiratete. Am 5. August 2020 wurde er in seinem letzten Wohnort Les Mesnuls bestattet.